# ユルゲン・トンケル
ユルゲン・トンケル（Jürgen Tonkel, 1962年8月23日 - ）は、ドイツの俳優である。

## 出演作品

### 映画
- コッホ先生と僕らの革命
- ヒトラー 〜最期の12日間〜（エーリヒ・ケンプカ）
- サマー・ストーム